# 橘田泉
橘田泉（日语：／ Kitta Izumi，1984年11月27日—）是日本女性聲優。響所屬。東京都出身。

## 人物
- 非常喜歡吃餃子，部落格中有很多關於餃子的日記。
- 曾來過台北，對台北的餃子非常滿意[1]。
- 對於卡片遊戲十分拿手。在TBS中的「CARD學園」中擔任講師的部份。還有在《SUNDAY VS MAGAZINE TCG》的全國大賽中擁有準優勝的實績。
- 於2021年11月27日生日當天宣布自己與留學時認識的義大利人結婚[2]。

## 出演作品

### 電視動畫
2008年
- 奇幻魔法Melody Kirara（娜達莉）
- 地獄少女 三鼎（尾藤望）
- Slayers REVOLUTION（女性客人B、小孩B）

2009年
- 青花（店員、部員）
- Weiß Survive（ミチ）
- Weiß SurviveR（ミチ）
- こそどろ猫（茶猫）
- 寶石寵物（麻布涼子）
- 秀逗魔導士EVOLUTION-R（村人C、町人A等）
- 科學超電磁砲（女學生、店員、路人、少女）

2010年
- 偵探歌劇 少女福爾摩斯（柯蒂尼亞·格拉卡）
- B型H系（片瀨葵）

2011年
- 卡片戰鬥!! 先導者（戶倉美咲、店長代理）
- 結界女王（克蕾歐·布朗得）
- Dragon Crisis ～龍之界點～（相川真央）

2012年
- 在蒼色世界的中心（日语：蒼い世界の中心で）（薩爾法·歐巴露）
- BRAVE10（弁丸）
- 卡片戰鬥!! 先導者 亞洲巡迴賽篇（戶倉美咲）
- 卡片戰鬥!! 先導者 特別編「愛知的軌跡」（戶倉美咲）
- 光明之心 ～幸福的麵包～（ファントム・クイーン EX-X）
- 偵探歌劇 少女福爾摩斯 第2幕（柯蒂尼亞·格拉卡）

2013年
- LoveLive!（學生會A）
- 卡片戰鬥!! 先導者 聯合王牌篇（戶倉美咲）
- 兩人是少女福爾摩斯（柯蒂尼亞·格拉卡）
- 小馬寶莉：友情就是魔法（雲寶）
- 惡魔倖存者2（捉弄人的鬼、少年的母親、リリム、サラスヴァティ、操作員A、東京操作員B）
- 我不受歡迎，怎麼想都是你們的錯！（黑木智子）
- 結界女王 震動（吉娜·帕布魯頓）
- 東京闇鴉（早乙女涼）
- 熱風海陸Bushi Road（花）

2014年
- 未來卡片 戰鬥夥伴（虎堂升、真間雁惠）
- 最近，妹妹的樣子有點怪？（南老師）
- 未確認進行式（女學生）
- 元氣！抓狂一族（大澤木櫻）
- 卡片戰鬥!! 先導者G（戶倉美咲）
- 反斗小王子（小孩）

2015年
- 偵探歌劇 少女福爾摩斯 TD（柯蒂妮婭·格拉卡）
- 境界之輪迴（美人秘書、女子F）
- 絕命制裁X（桃木野由宇）
- 落第騎士英雄譚（折木有里）
- 卡片戰鬥!! 先導者G 齒輪危機篇（戶倉美咲）

2016年
- 幸運邏輯（涅墨西斯）
- 鬼斬（輝夜）
- 境界之輪迴 第2期（美人秘書）
- 卡片戰鬥!! 先導者G 超越之門篇、NEXT（戶倉美咲）
- 虎面人W（來間光）

2017年
- 秋葉原之旅 -THE ANIMATION-（哲子）
- BanG Dream!（鵜澤莉）
- 雛邏輯～來自幸運邏輯～（七寶、德雷特）
- 地獄少女 宵伽（尾藤望）
- 卡片戰鬥!! 先導者G Z（戶倉美咲）

2018年
- 卡片戰鬥!! 先導者 中學生·高中生篇（戶倉美咲）

2019年
- 卡片戰鬥!! 先導者 續·高中生篇（戶倉美咲）
- BanG Dream! 2nd Season（鵜澤莉）

2020年
- BanG Dream! 3rd Season（鵜澤莉）
- 卡片戰鬥!! 先導者外傳 -if-（戶倉美咲）

2024年
- SHY靦腆英雄（クァバラ[3]）
- 卡片戰鬥!! 先導者 Divinez（鼎泉華[4]）

### OVA
2014年
- 我不受歡迎，怎麼想都是你們的錯！（黑木智子）※漫畫第7卷附贈DVD初回限定特裝版

### 劇場版動畫
2014年
- 劇場版 卡片戰鬥先導者 動畫版 霓虹救世主（戶倉美咲）

### 遊戲
2010年
- 光明之心（クイーン）
- 偵探歌劇 少女福爾摩斯（柯蒂尼亞）
- 秋之回憶 打勾勾的記憶（山岸泉）

2011年
- 付喪物語（遊戲内・風流廣播 いず様）
- 文明開華 葵座異聞錄（荒銀結）
- 魔界戰記ディスガイア4（宇宙人2、病院）

2012年
- 光明之刃（刻耳柏洛斯）
- 偵探歌劇 少女福爾摩斯2（柯蒂尼亞）
- デューク・ニューケム フォーエバー（チャスティティ）
- 戀愛Replay（八雲志乃）

2018年
- 審判之眼：死神的遺言（天音紡）

## 著作
- 《橘田泉的The餃子》（橘田いずみのザ·餃子）（2014年5月26日，武士道）ISBN 978-4-04-899404-0[5]
- （2016年5月6日，主婦與生活社）ISBN 978-4391148343
- （作畫：百，2019年4月22日，KADOKAWA）ISBN 9784040657110

## 外部連結
- （日語） 響 - HiBiKi Radio Station - 「所属声優」 （页面存档备份，存于），事務所的介紹頁面。
- （日語） 橘田いずみオフィシャルブログ「いずの餃子」powered by Ameba （页面存档备份，存于），網誌。
- 橘田泉的X（前Twitter）